# Onsted
Onsted is een plaats (village) in de Amerikaanse staat Michigan, en valt bestuurlijk gezien onder Lenawee County.

## Demografie
Bij de volkstelling in 2000 werd het aantal inwoners vastgesteld op 813.
In 2006 is het aantal inwoners door het United States Census Bureau geschat op 1019, een stijging van 206 (25,3%).

## Geografie
Volgens het United States Census Bureau beslaat de plaats een oppervlakte van
2,5 km², geheel bestaande uit land. Onsted ligt op ongeveer 308 m boven zeeniveau.

## Plaatsen in de nabije omgeving
De onderstaande figuur toont nabijgelegen plaatsen in een straal van 16 km rond Onsted.